# Sorbas
Sorbas este o municipalitate și un oraș din provincia Almería, Andaluzia, Spania, cu o populație de 2.732 locuitori.